# Mühltal
Mühltal este o comună din landul Hessa, Germania.